# Agron
Agron (grško: Ἄγρων [Agron]), največji kralj ilirskega Ardijejskega kraljestva, ki je vladal približno od leta 250 do leta 230 pr. n.št., * ni znano, † 230 pr. n. št..
Med njegovim vladanjem je Ardijejsko kraljestvo ponovno oživelo in postalo ne samo ena od najvplivnejših ilirskih držav tistega časa, ampak tudi ena od največjih držav na Balkanu. Ilirsko oblast je razširil na številna plemena in mesta ob jadranskem in jonskem morju. Njegov največji vojaški uspeh je bila zmaga nad Etolci, ki so bili v tistem času največja sila v Grčiji.
Agrona omenjata grška zgodovinarja Apijan (95-165) v svojih Državljanskih vojnah in Polibij (203-120 pr. n. št.) v svojih Zgodbah. Polibij o njem piše:
Agron, kralj Ilirov, je bil sin Plevrata in je imel najmočnejšo vojsko, tako na kopnem kot na morju, večjo od vseh kraljev, ki so v Iliriji vladali pred njim.
Agron je po zmagi nad Etolci okoli leta 231 pr. n. št. nenadoma umrl.  Uradno ga je nasledil mladoletni sin njegove prve žene Tritevte Pinej, kraljestvu pa je de facto vladala njegova druga žena, kraljica Tevta.

## Nova sila na Jadranu
Agron je kot kralj in vrhovni poveljnik vojske prišel na oblast v času, ko je bilo Ardijejsko kraljestvo v zatonu in brez močnega vladarja. Po propadu Epira po smrti kralja Pira je Agron zelo izboljšal položaj velikega dela svojih podložnikov, omejil lokalno avtonomijo nekaterih plemen in s tem sprožil razcvet mest.   
Svojo oblast je razširil tudi na sosednja plemena. Priključil je del Epira, Drač in otoka Krf in Hvar in nanju nastanil vojaške posadke. Na Hvaru je za guvernerja imenoval Demetrija Hvarskega. Njegova država se je raztezala od Narone v Dalmaciji do reke Aoos (Vjosa) in Krfa na jugu. Med njegovim vladanjem je Ardijejsko kraljestvo doseglo višek svoje moči in zaradi močne kopenske vojske in mornarice postalo največja sila na Balkanu in južnem Jadranu. S svojim lahkimi galejami lembami je na morju doseglo prevlado, ki so jo nekoč imeli Liburni. 
Sistematično je napadal grška mesta ob ilirski obali in jih morda tudi osvojil. Rim se je zato odzval na poziv ogroženega otoka Visa in na otok poslal svoje odposlance, katere so na poti napadle ilirske ladje. Iliri so enega od njih skupaj z viškim ambasadorjem ubile. Rim je na uboja odgovoril z vojaškim napadom na njegovo naslednico kraljico Tevto, ker je Agron medtem umrl.

## Zmaga nad Etolci
Leta 234 pr. n. št. se je vladavina ajakidske dinastije v Epirju končala in ustanovljena je bila zvezna republika. Zahodni del Akarnanije se ni vključil v nastalo federacijo in njegovo neodvisnost  so kmalu začeli ogrožati etolski Grki. Zasedli so ozemlje južno od Ambrakijskega zaliva vključno s Pirovo staro prestolnico Ambrakijo, kar je prisililo Epirce v ustanovitev nove  prestolnice Fenike. 
Leta 231 pr. n. št. je Demetrij II. Makedonski, ki se je večino svoje vladavine  vojskoval z Etolsko in Ahajsko zvezo, zaprosil Agrona za vojaško pomoč  okupiranemu Medionu proti etolskim Grkom. Agron je uslišal njegovo prošnjo in pred Medion poslal sto lemb in 5.000 vojakov. Njegova vojska se je ob zori na tiho izkrcala in z nepričakovanim drznim napadom pognala Grke v beg. Zmagovita vojska se je takoj po zmagi z bogatom plenom vrnila v domovino.

## Nenadna smrt
Poraz Etolcev, ki so generacijo pred tem zasloveli z zmago nad Galci, je v Grčiji pomenila senzacijo. Ko je Agron od svojih poveljnikov izvedel za zmago in bogat plen, je bil od veselja ves iz sebe. Začelo se je slavje, na katerem je Agron zaradi prevelike količine popitega vina umrl. 
Po Polibijevem pričevanju je umrl zaradi vnetja poprsnice.
Nasledil ga je njegov in Tritevtin sin Pinej, ki je de iure vladal trinajst let, de facto pa sploh ni vladal. Po Agronovi smrti je v njegovem imenu vladala Agronova druga žena Tevta, za njo pa Demetrij Hvarski. 